# Ströhlinburg
Die Ströhlinburg ist eine abgegangene Burg an der Stelle des Neuen Baus in der Stadt Ulm in Baden-Württemberg.
Die von den Herren von Ströhlin vermutlich vor 1134 erbaute Burg wurde um 1134 zerstört und 1140 nochmal aufgebaut. Von der Burg ist nichts mehr erhalten.